# Efferia imperialis
Efferia imperialis là một loài ruồi trong họ Asilidae. Efferia imperialis được Forbes miêu tả năm 1988. Loài này phân bố ở vùng Tân Bắc giới.